# (46737) Anpanman
(46737) Anpanman est un astéroïde de la ceinture principale.

## Description
(46737) Anpanman est un astéroïde de la ceinture principale. Il fut découvert le 1er novembre 1997 à Kuma Kogen par Akimasa Nakamura. Il présente une orbite caractérisée par un demi-grand axe de 3,16 UA, une excentricité de 0,13 et une inclinaison de 2,2° par rapport à l'écliptique.
Il est nommé d'après le personnage de bande dessinée Anpanman.

## Compléments